# Pete Conrad

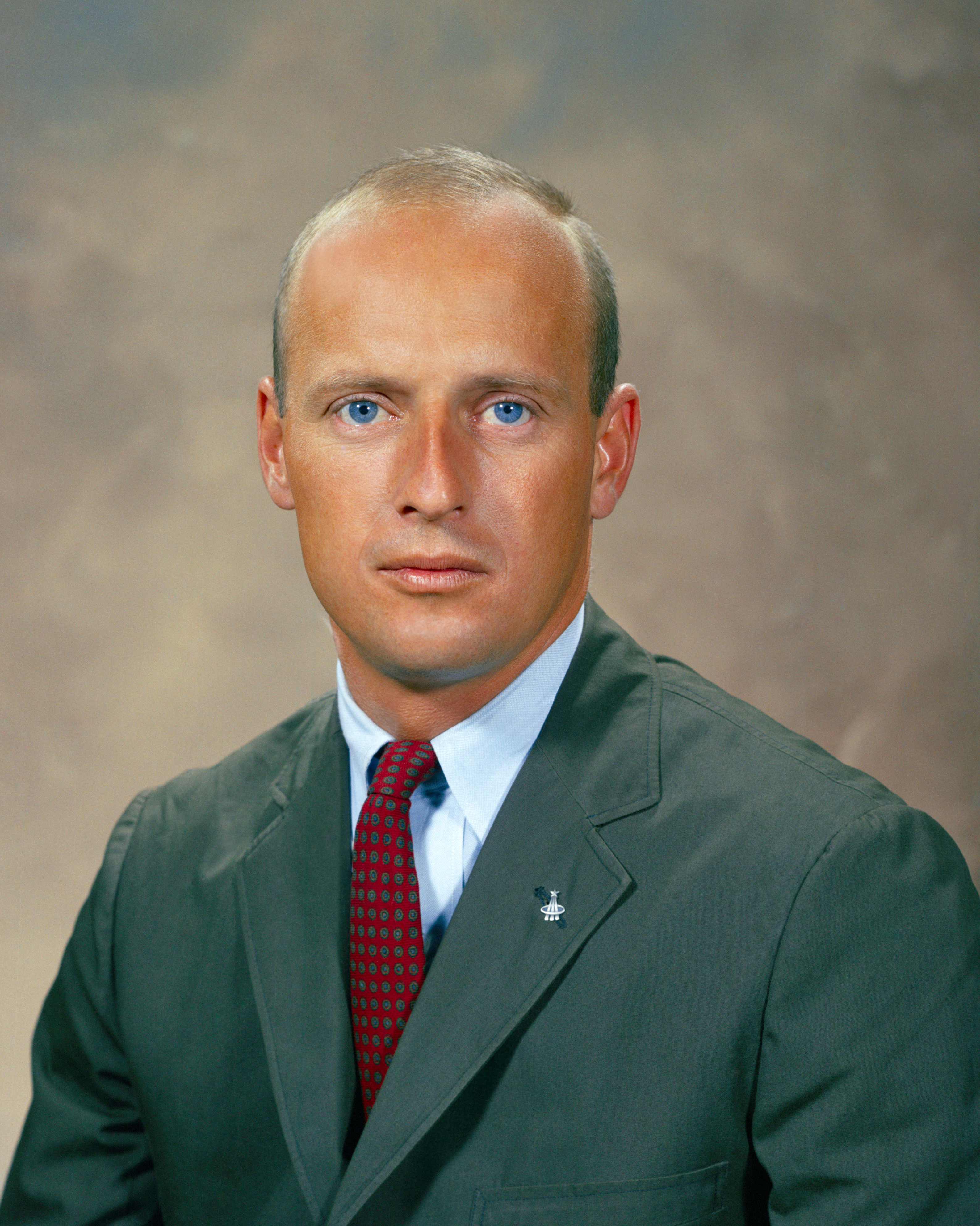
Pete Conrad

Charles (Pete) Conrad (Philadephia, 2 juni 1930 – Ojai, 8 juli 1999) was een Amerikaans astronaut. Hij diende op Gemini 5, Gemini 11, Apollo 12 en Skylab 2. Hij was de commandant van de Apollo 12-vlucht en de derde mens die op de maan liep.

## Biografie
Als kind was Conrad al gefascineerd door techniek en hij maakte op 16-jarige leeftijd zijn eerste solovlucht in een vliegtuig. Het was dan ook niet verbazingwekkend dat hij in 1953 als testpiloot toetrad tot de Amerikaanse marine. Nadat NASA hem in 1962 als toekomstig ruimtevaarder rekruteerde werd hij in 1969 verkozen tot de tweede groep mannen die zouden proberen op de maan te landen.
Op 19 november landde hij op de maan. Conrad, die klein van postuur was (voor ruimtevaarders is dat gunstig), sprak bij het afdalen van de trap van de maanlander de woorden: "Whoopee! Man, that may have been a small one for Neil, but that's a long one for me", hiermee refererend aan de woorden van Neil Armstrong. (vertaling: "Joepie, man, dat mag een kleine stap geweest zijn voor Neil, maar voor mij is het een grote.")
Op 8 juli 1999 verongelukte de 69-jarige Pete Conrad met zijn Harley-Davidson motorfiets op Highway 150, hoewel hij zich aan de maximumsnelheid zou hebben gehouden. Hij overleed vijf uur later in het ziekenhuis van Ojai aan interne bloedingen.

## Charles (Pete) Conrad volgens mede astronautEugene Cernan
Pete Conrad, a tough little gap-toothed guy known as Tweety, was on fire all the time, hell-bent on getting the job done. Pete was the last guy you would ever expect to have a Princeton education and be from a mainline Philadelphia family. 